# Torin Yater-Wallace
Torin Yater-Wallace, né le 2 décembre 1995 à Aspen dans le Colorado, est un skieur freestyle et acrobatique américain s'illustrant en half-pipe.
Il a remporté une médaille d'argent aux Winter X Games XV dans le Superpipe.
À tout juste seize ans, Yater-Wallace a été le troisième plus jeune compétiteur de toute l'histoire des X Games.
Le 16 mars 2012, il remporte la médaille d'or aux Winter X Games de Tignes.
Le 22 mars 2013, il remporte une nouvelle fois la médaille d'or aux Winter X Games de Tignes.

## Palmarès

### Jeux olympiques
- 26e aux Jeux olympiques d'hiver de 2014 en half-pipe
- 9e aux Jeux olympiques d'hiver de 2018 en half-pipe

### Championnats du monde
- Médaillé d'argent du half-pipe en 2013 à Oslo.

### Coupe du monde
- Meilleur classement en halfpipe : 2e en 2012 et 2013.
- Meilleur classement en slopestyle : 8e en 2012.
- 5 podiums dont 3 victoires en carrière.

#### Différents classement en coupe du monde
| Année/Classement | Année/Classement | Général | Général | Halfpipe | Halfpipe | Slopestyle | Slopestyle |
| ---------------- | ---------------- | ------- | ------- | -------- | -------- | ---------- | ---------- |
| Année/Classement | Année/Classement | Class.  | Points  | Class.   | Points   | Class.     | Points     |
| 2011             | 2011             | 33e     | 34      | 7e       | 124      | -          | -          |
| 2012             | 2012             | 14e     | 35      | 2e       | 125      | 8e         | 50         |
| 2013             | 2013             | 7e      | 56      | 2e       | 280      | -          | -          |

### Détails des victoires
| Édition / Épreuve | Bosses          |
| 2011              | La Plagne       |
| 2013              | Cardrona Sotchi |